# ۱۳۲ (قمری)
۱۳۲ (قمری)، صد و سی و دومین سال در گاهشماری هجری قمری است. اول محرم این سال برابر با بیست و چهارم اوت سال ۷۴۹ میلادی است.

## رویدادها
- سپاه ابومسلم خراسانی سپاه یکصدهزار نفری مروان آخرین خلیفه اموی را در منطقه ای به نام زاب در نزدیکی موصل شکست داد. با این پیروزی، حکومت بنی امیه منقرض شد و سفاح در ۱۲ ربیع‌الاول به عنوان اولین خلیفه عباسی بر تخت نشست.

## وابسته
- شعوبیه
- جعفر صادق